# 561911 Kezandor
561911 Kezandor este o planetă minoră (asteroid) din centura de asteroizi. A fost descoperită pe 1 noiembrie 2010 la Piszkéstetői Obszervatórium⁠(d) de . 
Obiectul prezintă o orbită caracterizată de o semiaxă mare de 2,7753486169579 UAi, o excentricitate de 0,093403503693629, o înclinație de 12,157743128713 ° în raport cu ecliptica.